# Hazebrouck Communal Cemetery
Le cimetière « Hazebrouck Communal Cemetery » est un cimetière de la Première Guerre mondiale situé à Hazebrouck (Nord).

## Victimes
| Pays             | Victimes |
| ---------------- | -------- |
| Royaume-Uni      | 726      |
| Canada           | 59       |
| Australie        | 50       |
| Nouvelle-Zélande | 30       |
| Inde             | 12       |
| France           | 1        |
| Total            | 878      |